# Железопътна гара Баку
Железопътна гара Баку (на азербайджански: Bakı Dəmir Yolu Vağzalı) е основната пътническа железопътна гара в Баку и най-голямата железопътна гара в Азербайджан. Открита е през 1880 г. като част от жп линия Баку – Тбилиси. Тя е сред първите железопътни гари в Азербайджан. Има 5 перона с 8 релсови пътя и обслужва регионални, вътрешни и международни линии. Намира се на около 3 км североизточно от Стария град „Ичеришехер“ (İçərişəhər). В близост до нея се намира метростанция „28 Май“ от Бакинското метро, който е свързан с жп гарата с подлез. Приемната сграда на гарата е паметник на културата.

## История
Първата сграда на железопътна гара е построена през 1880 г. като част от жп линия Баку – Тбилиси. Архитектурата на първата постройка е била в мавритански стил.
Първата станция беше съборена, тъй като не можеше да поеме увеличения трафик. Втората и сегашна станция е построена през 1926 г., също в мавритански стил.
През 1967 г. жп гарата е свързана с пешеходен тунел с метростанция „28 Май“ от Бакинското метро.
През 1977 г. гарата е реновирана и до нея е построена нова висока сграда като част от разширението.
През 2017 г. Азербайджанските железници правят основен ремонт на железопътната гара. Обновен е интериорът в чакалните, поставени са електронни табла за заминаващите и пристигащите влакове на гарата. За да се облекчи обслужването от увеличения пътникопоток, билетните каси са разделени на каси за вътрешни и каси за международни линии.

## Влакови линии
| Влак № | Посока               | Влак № | Посока               |
| ------ | -------------------- | ------ | -------------------- |
| 37     | Баку — Тбилиси       | 38     | Тбилиси — Баку       |
| 55     | Баку — Москва        | 56     | Москва — Баку        |
| 95     | Баку — Москва        | 96     | Москва — Баку        |
| 369    | Баку — Харков        | 370    | Харков — Баку        |
| 373    | Баку — Тюмен         | 374    | Тюмен — Баку         |
| 391    | Баку — Ростов на Дон | 392    | Ростов на Дон — Баку |

## Галерия
- Пощенска картичка, около 1910 г.
- Перони, февруари 2017 г.
- Ескалатори до метростанция „28 Май“ 2017 г.
- Електрически локомотив AZ4A-0002 с пътнически вагони на гарата, 2019 г.